# Tennis Masters Cup 2005
Der 6. Tennis Masters Cup fand von 14. bis 20. November 2005 in Shanghai statt. Zählt man die Vorgängerturniere mit, war es das 36. Masters.
Titelverteidiger war Roger Federer, der sich 2004 gegen Lleyton Hewitt im Finale durchsetzen konnte. 2005 unterlag Federer überraschend David Nalbandian in fünf Sätzen, nachdem er die ersten zwei Sätze für sich hatte entscheiden können. In der Vorrunde hatte Federer noch klar in drei Sätzen gegen Nalbandian gewonnen.

## Einzel

### Qualifizierte Spieler
| Setzliste        | Rang             | Spieler           |
| ---------------- | ---------------- | ----------------- |
| 1                | 1                | Roger Federer     |
| 3                | 3                | Andre Agassi      |
| 4                | 4                | Guillermo Coria   |
| 5                | 5                | Nikolai Dawydenko |
| 6                | 6                | Ivan Ljubičić     |
| 7                | 7                | Gastón Gaudio     |
| 8                | 8                | David Nalbandian  |
| 9                | 9                | Mariano Puerta*   |
| 1. Ersatzspieler | 1. Ersatzspieler | Fernando González |

- Mariano Puerta startete als Ersatz für Rafael Nadal.

### Rote Gruppe

#### Ergebnisse
| Sieger           | Gegner           | Ergebnis       |
| ---------------- | ---------------- | -------------- |
| Roger Federer    | David Nalbandian | 6:3, 2:6, 6:4  |
| Ivan Ljubičić    | Guillermo Coria  | 6:2, 6:3       |
| Roger Federer    | Ivan Ljubičić    | 6:3, 2:6, 7:64 |
| David Nalbandian | Guillermo Coria  | 7:5, 6:4       |
| David Nalbandian | Ivan Ljubičić    | 6:2, 6:2       |
| Roger Federer    | Guillermo Coria  | 6:0, 1:6, 6:2  |

#### Tabelle
| Pos. | Setzliste | Spieler          | Sätze | Punkte |
| ---- | --------- | ---------------- | ----- | ------ |
| 1    | 1         | Roger Federer    | 6:3   | 3:0    |
| 2    | 8         | David Nalbandian | 5:2   | 2:1    |
| 3    | 6         | Ivan Ljubičić    | 3:4   | 1:2    |
| 4    | 4         | Guillermo Coria  | 1:6   | 0:3    |

### Goldene Gruppe

#### Ergebnisse
| Sieger            | Gegner            | Ergebnis      |
| ----------------- | ----------------- | ------------- |
| Nikolai Dawydenko | Andre Agassi      | 6:4, 6:2      |
| Fernando González | Mariano Puerta    | 6:3, 4:6, 6:0 |
| Nikolai Dawydenko | Gastón Gaudio     | 6:3, 6:4      |
| Gastón Gaudio     | Mariano Puerta    | 6:3, 7:5      |
| Gastón Gaudio     | Fernando González | 1:6, 7:5, 7:5 |
| Nikolai Dawydenko | Mariano Puerta    | 6:3, 6:2      |

#### Tabelle
| Pos. | Setzliste | Spieler           | Sätze | Punkte |
| ---- | --------- | ----------------- | ----- | ------ |
| 1    | 5         | Nikolai Dawydenko | 6:0   | 3:0    |
| 2    | 7         | Gastón Gaudio     | 4:3   | 2:1    |
| 3    | #         | Fernando González | 3:3   | 1:1    |
| 4    | 3         | Andre Agassi      | 0:1   | 0:1    |
| 5    | 9         | Mariano Puerta    | 1:6   | 0:3    |

- Fernando González ersetzte Andre Agassi nach dessen ersten Match.

### Halbfinale
| Sieger           | Gegner            | Ergebnis |
| ---------------- | ----------------- | -------- |
| Roger Federer    | Gastón Gaudio     | 6:0, 6:0 |
| David Nalbandian | Nikolai Dawydenko | 6:0, 7:5 |

### Finale
| Sieger           | Gegner        | Ergebnis                    |
| ---------------- | ------------- | --------------------------- |
| David Nalbandian | Roger Federer | 6:74, 6:711, 6:2, 6:1, 7:63 |

## Doppel

### Qualifizierte Spieler
| Setzliste | Rang | Spieler                        |
| --------- | ---- | ------------------------------ |
| 1         | 1    | Bob Bryan Mike Bryan           |
| 2         | 2    | Jonas Björkman Maks Mirny      |
| 3         | 3    | Wayne Black Kevin Ullyett      |
| 4         | 4    | Mark Knowles Daniel Nestor     |
| 5         | 5    | Leander Paes Nenad Zimonjić    |
| 6         | 6    | Michaël Llodra Fabrice Santoro |
| 7         | 7    | Wayne Arthurs Paul Hanley      |
| 8         | 8    | Stephen Huss Wesley Moodie     |

### Rote Gruppe

#### Ergebnisse
| Spieler                     | Spieler                     | Ergebnis        |
| --------------------------- | --------------------------- | --------------- |
| Bob Bryan Mike Bryan        | Mark Knowles Daniel Nestor  | 6:4, 6:4        |
| Leander Paes Nenad Zimonjić | Wayne Arthurs Paul Hanley   | 7:63, 7:66      |
| Bob Bryan Mike Bryan        | Leander Paes Nenad Zimonjić | 7:5, 6:75, 7:67 |
| Mark Knowles Daniel Nestor  | Wayne Arthurs Paul Hanley   | 3:6, 4:6        |
| Bob Bryan Mike Bryan        | Wayne Arthurs Paul Hanley   | 5:7, 7:63, 6:74 |
| Mark Knowles Daniel Nestor  | Leander Paes Nenad Zimonjić | 5:7, 7:5, 3:6   |

#### Tabelle
| Pos. | Setzliste | Spieler                     | Sätze | Punkte |
| ---- | --------- | --------------------------- | ----- | ------ |
| 1    | 1         | Bob Bryan Mike Bryan        | 5:3   | 2:1    |
| 2    | 5         | Leander Paes Nenad Zimonjić | 5:3   | 2:1    |
| 3    | 7         | Wayne Arthurs Paul Hanley   | 4:3   | 2:1    |
| 4    | 4         | Mark Knowles Daniel Nestor  | 1:6   | 0:3    |

### Goldene Gruppe

#### Ergebnisse
| Spieler                        | Spieler                        | Ergebnis       |
| ------------------------------ | ------------------------------ | -------------- |
| Jonas Björkman Maks Mirny      | Wayne Black Kevin Ullyett      | 5:7, 6:4, 4:6  |
| Michaël Llodra Fabrice Santoro | Stephen Huss Wesley Moodie     | 6:4, 4:1r      |
| Jonas Björkman Maks Mirny      | Michaël Llodra Fabrice Santoro | 6:73, 4:6      |
| Wayne Black Kevin Ullyett      | Stephen Huss Wesley Moodie     | 3:6, 7:61, 6:2 |
| Jonas Björkman Maks Mirny      | Stephen Huss Wesley Moodie     | 2:6, 4:6       |
| Wayne Black Kevin Ullyett      | Michaël Llodra Fabrice Santoro | 3:6, 6:3, 6:4  |

#### Tabelle
| Pos. | Setzliste | Spieler                        | Sätze | Punkte |
| ---- | --------- | ------------------------------ | ----- | ------ |
| 1    | 3         | Wayne Black Kevin Ullyett      | 6:3   | 3:0    |
| 2    | 6         | Michaël Llodra Fabrice Santoro | 5:2   | 2:1    |
| 3    | 8         | Stephen Huss Wesley Moodie     | 3:4   | 1:2    |
| 4    | 2         | Jonas Björkman Maks Mirny      | 1:6   | 0:3    |

### Halbfinale
| Spieler                   | Spieler                        | Ergebnis  |
| ------------------------- | ------------------------------ | --------- |
| Bob Bryan Mike Bryan      | Michaël Llodra Fabrice Santoro | 6:3, 7:67 |
| Wayne Black Kevin Ullyett | Leander Paes Nenad Zimonjić    | 3:6, 4:6  |

### Finale
| Spieler                        | Spieler                     | Ergebnis        |
| ------------------------------ | --------------------------- | --------------- |
| Michaël Llodra Fabrice Santoro | Leander Paes Nenad Zimonjić | 6:76, 6:3, 7:64 |